# ルパン三世 愛のダ・カーポ〜FUJIKO'S Unlucky Days〜
- ルパン三世 > ルパン三世 愛のダ・カーポ〜FUJIKO'S Unlucky Days〜
- トムス・エンタテインメントの作品一覧 > ルパン三世 愛のダ・カーポ〜FUJIKO'S Unlucky Days〜
- 金曜ロードショー > ルパン三世 愛のダ・カーポ〜FUJIKO'S Unlucky Days〜

『ルパン三世 愛のダ・カーポ〜FUJIKO'S Unlucky Days〜』（ルパンさんせい あいのダ・カーポ〜フジコズ アンラッキー デイズ〜）は、モンキー・パンチ原作のアニメ『ルパン三世』のTVスペシャルシリーズ第11作。1999年7月30日に日本テレビ系の『金曜特別ロードショー』で放送された。視聴率は20.0%。

## 概要
不二子の記憶と共に消えたコロンブスファイルをめぐって、ルパン一味が活躍する。
この作品で監督を担当したワタナベシンイチは、よく自分や自分をモチーフとしたキャラクターを作品のどこかに出演させるというエピソードがあるが、本作も例外ではなく、ルパンのライバルとして登場する「ナザロフ」は彼をモデルにしたキャラクターである。
なお、本作ではテロップや後日発売のサウンドトラックにおいてテーマソングに『THEME FROM LUPIN '97』が使用されたと表示されているが、実際には1995年放送のTVスペシャル『ルパン三世 ハリマオの財宝を追え!!』以来4年ぶりに'89バージョンが使用された。
TVスペシャルのオープニングにルパンと不二子2人だけの登場は稀である。また劇場映画第3作『ルパン三世 バビロンの黄金伝説』以来14年ぶりに、ルパンが不二子に変装する珍しいシーンがある。

## あらすじ
不二子の依頼でスイス銀行を建物ごと盗み出したルパンだったが、彼女の真の狙いは、その収蔵品の1つである書類「コロンブス・ファイル」であった。それは1492年、クリストファー・コロンブスがアメリカ大陸を発見した際に偶然入手したという謎多き伝説のお宝「コロンブスの卵」の隠し場所を示しているという。直後に、下品な高笑いが特徴のナザロフ率いる謎の集団に現れ、彼らもまたファイルを狙っていた。不二子は投降する振りをして陽動のため、すでに内容を記憶してしまったファイルを焼き払って逃げようとするが、戦闘ヘリからの攻撃でルパンと共に断崖から落とされる。手を伸ばして不二子を助けようとするルパンであったが、その努力の甲斐もなく、彼女は崖下に転落して行方不明となる。
地中海で活動している若き美人トレジャー・ハンターのロザリアは、顔馴染みの故買屋の古美術商から「コロンブスの卵」について教えられる。その夜、ロザリアは自宅に侵入していた何かに怯える女性を保護する。その女性こそ不二子であったが、記憶を失っており、性格もか弱くなっていた。不二子につけた発信機で彼女の居場所を把握したルパンも、次元や五ェ門を連れてロザリア宅に向かうが、再び多数の手勢を率いたナザロフも現れる。不二子が記憶喪失になったと知って困惑するルパンとナザロフの一方、彼女が「コロンブスの卵」を見つける鍵と知ってロザリアもまた彼女の争奪戦に介入する。銭形の急襲の隙を突いて、彼女の身柄を抑えて海を水上艦艇で逃げたナザロフを、ルパン一味とロザリアがそれぞれ追い、道中では唐突な水上竜巻に襲われつつも、ルパンとロザリアは協力して彼女を奪還することに成功する。
一行は、ロザリアに案内され古美術商のアジトに匿われる。そこでルパンは不二子の記憶を回復させようと試みるが、うまくいかない。間もなく、どうやって嗅ぎつけたのか、ナザロフの下品な笑い声が響き渡り、再びルパンたちは戦闘部隊の襲撃を受ける。抵抗するものの、結局、不二子を奪われてしまい、彼女を助け出すためにルパンとロザリアは正式に手を組むことを決める。
不二子が連れて行かれたのは某国の国立科学研究所であった。ナザロフの雇い主は研究所の長であり、科学省長官でもあるバートンであり、彼は車椅子の身ながら未知のエネルギー「オルゴン・エネルギー」の研究に生涯を費やしていた。バートンはオルゴン・エネルギーの副作用を利用して不二子の記憶を回復させようとする。変装で研究所に侵入したルパンとロザリアは、ナザロフの妨害を受けつつ、彼女の奪還に成功し、輸送ヘリで脱出する。その際、バートンはロザリアが自分の生き別れた娘であることに気づき、生かして彼女も連れてくるようナザロフに命じる。
ファイルの内容について少しだけ思い出した不二子の証言を元に、ルパン一行はミノア文明の遺跡の1つで未発掘のエンデカ宮殿に向かう。迷宮かつ様々なトラップがある遺跡内を、ルパンは不二子の追加情報などを駆使して攻略していく。ナザロフの手勢たちに対応していた次元や五ェ門、そして古美術商も途中から合流し、ついに一行は宝物庫に到着する。最後の謎を解いて「コロンブスの卵」を手に入れるも、古美術商の正体は変装したナザロフであり、卵を横取りされた上に、さらにロザリアも捕まる。迷宮の罠によって壁が壊れ、海水が流入してきた混乱に乗じてルパン一味は逃げ出すことに成功し、ナザロフは卵とロザリアを持ってバートンの原子力潜水艦でその場を後にする。
「コロンブスの卵」の正体はオルゴン・エネルギーの増幅装置であり、気象すら操れるというものであった。この力を使ってバートンは国に反旗を翻した上に各国をも脅迫し始め、研究所を爆撃されても、既にアジトを原潜に移していた。またロザリアについても娘としてではなく、エネルギーが人体細胞に与える影響を調べるための実験体扱いする。
バートンが水上竜巻を起こして見せしめに沿岸都市を襲おうとしている中、ルパンと不二子は潜水艦内に潜入する。そしてルパンは動力部をオーバーロードさせ、艦に多大なダメージを与える。さらにロザリアを助けようとするルパンであったが、オルゴン・エネルギーによって銃撃も効かないほどの肉体強化を果たしたバートンがこれを阻もうとする。バートンはもやはロザリアも含めて全員を殺そうとするが、暴走した動力部に突き落とされ、感電・炎上する。ロザリアは父と決別し、優しかった頃の思い出も捨てると言うが、ルパンはたとえ虚構だったとしても大事な思い出のままでいいじゃないかと優しく諭す。
水上竜巻が迫る中、艦外に脱出したルパンたちであったが、バートンはまだ生きており、執拗に迫ってくる。ロザリアは海に落とされ、ルパンも攻撃を浴びる。不二子が竜巻に巻き込まれ、ルパンは救援にやってきた次元と五ェ門のプロペラ機の縄梯子に掴まり、彼女を助けようとする。そこにナザロフも現れ、脱出のため自らも縄梯子に掴まりつつ、ルパンに代わって不二子を手に入れようとする。ルパンはナザロフの攻撃で肩に重傷を負いつつ、その血で目潰しして彼を梯子から落とし、不二子に手を伸ばす。そこに今度は竜巻の気流に乗ったバートンが現れ、ルパンたちに報復しようとする。手を伸ばして自分を助けようとするルパンに、冒頭の崖での出来事がフラッシュバックして記憶を取り戻した不二子は、ルパンの手を取って梯子に到着すると、続けて中空のバートンを海上に蹴り落とす。バートンはちょうどそこにあった原潜のアンテナ（もしくは避雷針）に後背から突き刺さる。最後の爆発で原潜は沈みはじめ、そのままバートンも海底に沈む。最後に五ェ門が斬鉄剣を振るうと竜巻が斬れて消滅する。直後にやってきた銭形によってロザリアは救出され、ナザロフは捕まる。
エピローグ。不二子は相変わらずルパンを翻弄し、出し抜こうとしている。ロザリアは優しかった頃の両親を思い出に残す。

## 登場人物

### メインキャラクター
ルパン三世
かの名高き怪盗アルセーヌ・ルパンの孫で、自らも世界的な大怪盗かつ変装の達人。
記憶を失った不二子を守ろうと奮闘する。
次元大介
コンバットマグナムを使う射撃の名手でルパンの相棒。
五ェ門と共にルパンを支援する。
石川五ェ門
古の大泥棒・石川五ェ門の十三代目。最強の刀「斬鉄剣」を使う居合い抜きの達人。
次元と共にルパンを支援する。
峰不二子
ルパン一味の紅一点で、付かず離れずの存在。時にはルパン達を利用したり、裏切ったりすることも多い。
「コロンブスの卵」を手に入れようとしていたが、冒頭の出来事で記憶を失ってしまう。記憶喪失中は普段の性格と裏腹に、か弱く、お淑やかなものになる。
銭形警部
ルパン一味を追うICPOの捜査官。ルパン専任捜査官であるため、ルパンに関係する事件なら世界中どこでも捜査権が認められている。
日本の機動隊を率いて地中海へとやってくる。

### ゲストキャラクター
ロザリア
本作のゲストヒロイン。
地中海の遺跡を中心に探索するトレジャーハンターを生業としている女性。幼い頃より孤児として生きてきた。かなり気の強い性格の持ち主で、隙あらば出し抜こうとするなど、向こう見ずな面も目立つが、苦しんでいる不二子を気遣うなど優しい一面も持つ。記憶を失った状態で自宅に侵入していた不二子がコロンブスの卵について知っている事に気付き、彼女を保護してコロンブスの卵を手に入れようと、ルパン達と共に行動する。
実はバートンの娘であり、幼少期に難病に侵された母を使ったオルゴン・エネルギーの実験の強い光の影響で虹彩異色症となっている。そして、オルゴン・エネルギーの暴走によって自分の家族を失い、孤児になってしまったロザリアは、全ての原因であるコロンブスの卵を心の底で激しく憎悪し、いざ本物を目にした際はそれを地面に叩きつけて壊そうとした。
その後、正体を現したナザロフに拉致され、父・バートンと再会するも、過去に彼が実験のために母を殺した事やオルゴン・エネルギーを世界支配の為だけに利用しようとしていた事実を知り絶望。オルゴン･エネルギーの力でただの怪物に成り果てた父の末路を見て失意のどん底に陥るも、優しかった父の思い出まで忘れる必要はないと励ましてくれたルパンの言葉に心を救われる。
終盤で潜水艦と共に沈んだかに見えたが、海を彷徨っていた所にルパンを追いかけていた銭形率いる警官隊に保護され、最後には去っていくルパンにお礼を述べた。また、バートンが飼っていて、自身の窮地を救った猫も、ロザリアと共に生存している。
バートン
某国の科学省長官で、幼い頃生き別れたロザリアの父。
若い時は妻の命を懸命に救おうとしていたが、その際に爆発事故を起こしてしまい、妻を亡くし、自身もその時の影響で車椅子生活になりロザリアと同じように虹彩異色症になった。また、精神も醜く歪んでしまったようで、冷酷で残忍なマッド・サイエンティストへと豹変し、オルゴン・エネルギーを使って世界を支配するという野心を抱くようになってしまう。ロザリアと過ごした日々も「くだらん記憶」と切って棄て、それに拘るロザリアやルパンを見下している一方で、幼い頃のロザリアの写真を収めていたロケットを持っていた。アメリカ大統領から密かに予算を貰いつつ、定期的に自身の身体も使う形でオルゴン・エネルギーの実験を行っている。オルゴン・エネルギーの実験を進めると共に、雇っていたナザロフを通じてコロンブスの卵を手に入れるが、オルゴン・エネルギーの完全なコントロールに成功した事で掌を返し、乗り込んだ原潜にオルゴン・エネルギーで異常気象を起こす兵器を搭載。原潜を新たな拠点に世界支配を実行すべく異常気象を起こさせ、各国を脅迫する。また、それに反抗した娘のロザリアに対しても容赦せず、彼女も妻と同様にオルゴン・エネルギーの実験体にしようと目論む。
オルゴン・エネルギーを使った異常気象を「神の制裁」と称して起こした後、研究員達の静止を聞かずに自らの身体をパワーアップさせた結果、全身の筋肉を肥大化させた怪物へと変貌し、ロザリアやルパンへと襲い掛かる。オルゴン・エネルギーを暴走させる潜水艦内での戦いで、ルパンに蹴り飛ばされ、動力部に当たって感電死したかと思われたが、驚異的な生命力により復活を果たす。しかし、記憶を取り戻した不二子に「出来損ないの筋肉オランウータン」と罵られた上、そのまま蹴り飛ばされ、潜水艦のアンテナに身体が刺さった状態で雷に打たれて死亡。沈没する潜水艦と共に海底深くへと沈んで行った。
ナザロフ
バートンに雇われた諜報工作員。過去にルパンが着ていた物に似た緑のジャケットに下品な高笑いが特徴。バートンの私兵達からは「ミスター・ナザロフ」と呼ばれている。コミカルな振る舞いや言動に反して戦闘能力や指揮能力はそれなりに高く、テーピングの変装術に長けており、スーツの袖の中に中折れ式のクロスボウを仕込んでいる。また、古美術商にも変装しており、コロンブスの卵を探していたロザリアをマークする形で度々接触し、彼女が集めていた宝物の取引等を行っていた。
コロンブスファイルに関する重要な手掛かりを掴んでいる不二子に岡惚れし、猛烈なアタックを試みつつ、ルパンと何度も激突しているが、悉く酷い目に遭わされている。しかし、古美術商としての顔を利用する事で、ルパン達のエンデカ宮殿での探索に同行し、隙を突いてコロンブスの卵を奪い、更にはロザリアの拉致にも成功した。バートンには忠実であるものの、オルゴン・エネルギーで世界の支配を目論んでいる彼の野望には一切興味が無く、「くだらねぇ」と冷めた発言をしながら呆れている。
バートンが世界各国へ脅迫を行った後、自身に変装して侵入していたルパンに翻弄され、不二子に消火器で殴られ気絶させられる。その後、沈んでいく潜水艦から脱出するべく次元達の乗る飛行機に取り付き、不二子も掠め取ろうとしたが、視界を奪われた事で海へと落下してしまう。その後もしぶとく生き延びており、記憶を取り戻した不二子を尚もしつこく手に入れようとしたが、最後は格好が似ていた為か、ルパンに間違われ銭形に逮捕されてしまう。ナザロフは銭形に誤認逮捕だと抗議したが退けられたのか、釈放はされなかった。
古美術商
ロザリアの取引相手で、彼女の集めた宝物を買い取っていた肥満体の中年の男。物語序盤において、ロザリアに「コロンブスの卵」のことを教える。彼女から信頼されており、中盤ではナザロフらから不二子を守るため、彼女の頼みを受けて手助けする。商売柄遺跡にも詳しく、不二子の発言からそれがエンデカ宮殿を指していると気付いた。
正体はナザロフの変装で、エンデカ宮殿でルパンらが「コロンブスの卵」を発見したところで正体を明かして奪い取り、ロザリアも拉致する。

## 用語
コロンブスの卵
本作のお宝。新大陸を発見時にクリストファー・コロンブスが手に入れたという伝承が残る謎のお宝。誰も見たことがなく、それが何なのかもわからないため、泥棒業界ではガセネタとして扱われていた。その手掛かりはスイス銀行に保管されていた「コロンブス・ファイル」に記されている。
その正体はオルゴン・エネルギーの増幅装置であり、所有者は天候すら操れるようになる。
オルゴン・エネルギー
難病の治療に効果が期待されているという、自然界に存在する未知のエネルギー。人体細胞の強化のほか、天候を操ることもできる。ただし、一般にはほとんど知られていない。
なお、20世紀初頭のオーストリアの精神学者ヴィルヘルム・ライヒが唱えた実在の学説であり、劇中でも「たしかオーストリアの研究者が唱えた」と言及されている。詳細はオルゴンを参照。

## 声の出演
- ルパン三世 - 栗田貫一
- 銭形警部 - 納谷悟朗
- 次元大介 - 小林清志
- 石川五ェ門 - 井上真樹夫
- 峰不二子 - 増山江威子
- ロザリア - 戸田恵子
- バートン - 森山周一郎（若い頃 - 楠大典）
- ナザロフ - 千葉繁
- 古美術商 - 青森伸
- 大統領 - 岩田安生
- 医師A - 坂東尚樹
- 医師B - 坪井智浩
- 技師 - 樫井笙人
- スタッフ1 - 横尾博之
- スタッフ2 - 加瀬康之

## スタッフ
- 原作 - モンキー・パンチ（中央公論新社刊）
- 監督・絵コンテ - ワタナベシンイチ
- 監督補 - 殿勝秀樹
- 脚本 - 藤田伸三
- 演出 - 高瀬節夫
- キャラクターデザイン - 平山智
- メカニックデザイン - をがわいちろを
- 作画監督 - 平山智、小林利充、をがわいちろを
- 美術監督 - 明石聖子
- 撮影監督 - 長谷川肇
- 編集 - 鶴渕允寿
- 音楽 - 大野雄二
- 音楽監督 - 鈴木清司
- 録音監督 - 加藤敏
- 音響効果 - 糸川幸良
- 音響制作 - 東北新社
- 音響制作担当 - 田中信作、神部宗之
- 制作担当 - 浄園祐
- アシスタント・プロデューサー - 大石祐道（東京ムービー）
- 音楽プロデューサー - 山田慎也、国分浩弥
- プロデューサー - 山下洋（日本テレビ）、尾﨑穏通（東京ムービー）
- オープニングテーマ『ルパン三世のテーマ』
  - 作曲 - 大野雄二
- 主題歌『愛のダ・カーポ』
  - 作詞 - 渡辺なつみ
  - 作曲 - 大野雄二
  - 歌 - ソニア・ローザ
- 企画・制作 - 日本テレビ
- 製作 - キョクイチ東京ムービー